# マイコン大作戦
マイコン大作戦（マイコンだいさくせん、原題：Whiz Kids）は、1983年から全18話がアメリカで放送されたテレビドラマ（海外ドラマ）である。日本では1984年、「マイコン大作戦」のタイトルでNHKが放送した。

## 概要
米国の脚本家フィリップ・デゲール・ジュニア（1944年-2005年）と作家・プロデューサーのボブ・シェイン（1941年-）が脚本を手がけたユニバーサルテレビ制作のSFアドベンチャー連続テレビドラマである。原題の"Whiz Kids"は「（コンピューター）達人の子どもたち」を意味する。米CBSで1983年10月5日から1984年6月2日まで、1話60分、全18話が放送された。
物語は、コンピューターに詳しいリッチー・アドラー（マシュー・ラボートー）ら4人の10年生（高校1年生）が、コンピューターやネットワークを駆使して数々の犯罪を解決するもので、制作前に関係者に公開されたパイロット版では、ストーリーの核となる10代の若者によるコンピューターハッキング行為に対し批評家から強い反発を受けたものの、ドラマは1983年のユースインフィルム賞（現：ヤングアーティスト賞）のベストニューテレビシリーズ部門など5部門にノミネートされた。 

### 制作経緯
通信ネットワークに接続されたコンピューターシステムへのハッキング行為は、放送半年前の1983年5月に公開された米映画「ウォー・ゲーム」で大きく社会的に認知されたが、フィリップ・デゲールは同映画公開以前の1981年にハッキングをモチーフにしたストーリーを考案したと述べていた。またボブ・シェインは2020年のインタビューで、"Whiz Kids"のコンセプトは自身のテレビドラマ用脚本"Hardy Boys done right"を下敷きにしたもので、1982年に制作会社・ユニバーサルテレビへ売り込む際、デゲールによってコンピューターの要素を取り入れていたことを明らかにした。
脚本は若年層を対象視聴者とし、CBSの60分ドラマ枠"60 Minutes"に対抗してABCやNBCでの放送を見込んでいたが、対抗相手と考えていたCBSで採用されパイロット版が制作された。1983年6月、批評家や番組スポンサーなどを対象にパイロット版を公開したところ、ドラマ内で描かれるコンピューターシステムへの侵入という若者たちの行為について強い批判が起きた。
このためCBSはユニバーサルテレビなどと協議を重ねた結果、4人の高校生に協力するLAガゼット紙（架空）の新聞記者（ファーリー）と地元警察の刑事（クイン）という2人の大人を新たに配し、10代の若者たちに行動の道義的な指針を示すとともに、違法ではないアクセス手段を彼らに提供する役割を担わせた。さらにスト－リーについても、違法なアクセス行為がどのような結果をもたらすかを視聴者に伝える要素を加えている。

### 劇中のテクノロジー
ドラマで描かれた技術は実際の開発よりもおおむね1、2年早いもので、放送当時にはまだ実現していないものが多かったが、制作にあたってデゲールは、テクニカルアドバイザーとコンピューターアナリストに監修を依頼し、ドラマで描写される最先端テクノロジーの技術的な正確さを追求した。ストーリーはコンピューターを主役にすることなく人間を中心に展開させることで、コンピューターが非現実的な機能を持たないように脚本上の予防策が講じられていた。
劇中に登場するリッチー自作のコンピューターシステム「ラルフ」は、実在するさまざまなコンピューター機器と映像・音声の特殊効果によって作り上げられたものである。8インチフロッピーディスクドライブやモデムを備え、音声シンセサイザーチップによる音声合成機能も搭載されている設定で、パイロット版では、デジタルカメラとビットマップカラーグラフィックディスプレイの描写もあった。
ドラマではコンピューターを用いた行為として、電話の自動連続発信（ウォーダイヤリング）、16進エディターを用いたマシンコード編集、総当たり攻撃によるパスワード解読、DoS攻撃、顔認証、音声認識および音声合成、画像強調、ソーシャルエンジニアリングなどが登場し、さらにオンラインデイティングサービスもモチーフにされた。
また劇中の小道具として、1970年代から1980年代初頭にかけてのポータブルコンピューターやロボットキット、Apple IIなどのパーソナルコンピューターが登場し、当時の米パーソナルコンピューター業界の企業の多くが制作協力に名を連ねていた。

## あらすじ
リッチー・アドラー（マシュー・ラボートー）は、母親のアイリーン（マデリン・ケイン）、妹のシェリル（メラニー・ガフィン）と一緒に暮らす高校1年生。コンピューターの知識に長け、離婚して海外で暮らす電気通信エンジニアの父親からもらった廃棄処分の古い部品から「ラルフ」と名付けたコンピューターシステムを作り上げていた。
彼は、友人のハミルトン・パーカー（トッド・ポーター）、ジェレミー・サルディーノ（ジェフリー・ジャケー）、アリス・タイラー（アンドレア・エルソン）とともに、自身のコンピューターのスキルとラルフの能力、通信ネットワークを通じてアクセスする民間企業や行政機関などのコンピューターシステムも利用して、遭遇する数々の事件の解決に取り組む。
事件は多くの場合、企業や行政内部の犯罪者が関係しており、事件記者のファーリー（マックス・ゲール）が4人に情報を提供。さらにファーリーの義弟ニール・クイン刑事（エイ・マルティネス）も4人に協力する。
情報を知りすぎてしまう記者ファーリーと捜査上の機密を守りたいクイン刑事が対立することもあるが、2人は若者たちを危険から守ろうとする点では一致しており、リッチーたちと協力しながら、それぞれが持つ強みと専門を活用して事件解決に導く。

## 出演
リッチー・アドラー(Richie Adler)
マシュー・ラボートー（吹替え：永久勲雄）
本作の主要人物の一人。コンピュータ・ラルフを駆使して仲間とともに事件を解決していく。
ジェレミー・サルディノ(Jeremy Saldino)
ジェフリー・ジャケー(Jeffrey Jacquet)（吹替え：越川大介）
ハミルトン・パーカー(Hamilton Parker)
トッド・ポーター(Todd Porter)（吹替え：鳥海勝美）
アリス・テイラー(Alice Tyler)
アンドレア・エルスン（吹替え：吉田恵美子）
アイリーン・アドラー(Irene Adler)
マドリーン・ケイン(Madelyn Cain)（吹替え：有馬瑞香）
シェリル・アドラー(Cheryl Adler)
メラニー・ギャフィン(Melanie Gaffin)（吹替え：渕崎ゆり子）
ファーリー(Llewellen Farley, Jr.)
マックス・ゲール(Max Gail)（吹替え：小林勝彦）
クイン(Lieutenant Neal Quinn)
エイ・マルティネス(A Martinez)（吹替え：池田秀一）

## エピソードリスト
| 製作順 | サブタイトル                | オリジナル・サブタイトル         | 日本初回放映日 | 米初回放映日   |
| ------ | --------------------------- | -------------------------------- | -------------- | -------------- |
| 第1話  | 「完全犯罪プログラム」      | "Programmed for Murder"          | 1984年8月27日  | 1983年10月5日  |
| 第2話  | 「脱獄プログラム」          | "Fatal Error"                    | 1984年8月28日  | 1983年10月19日 |
| 第3話  | 「大量殺人プログラム」      | "Deadly Access"                  | 1984年8月29日  | 1983年10月26日 |
| 第4話  | 「犯人解析プログラム」      | "Candidate for Murder"           | 1984年8月30日  | 1983年11月2日  |
| 第5話  | 「100万ドル横領プログラム」 | "A Chip Off the Old Block"       | 1984年8月31日  | 1983年11月9日  |
| 第6話  | 「捜査かく乱プログラム」    | "Airwave Anarchy"                | 1984年9月1日   | 1983年11月16日 |
| 第7話  | 「声紋分析プログラム」      | "Return of the Big Rocker"       | 1984年12月31日 | 1983年11月23日 |
| 第8話  | 「デート悪用プログラム」    | "The Wrong Mr. Wright"           | 1985年1月1日   | 1983年11月30日 |
| 第9話  | （日本未放映）              | "Red Star Rising"                | （日本未放映） | 1983年12月21日 |
| 第10話 | （日本未放映）              | "The Network"                    | （日本未放映） | 1984年1月7日   |
| 第11話 | 「視聴率操作プログラム」    | "Watch Out!"                     | 1985年1月2日   | 1984年1月14日  |
| 第12話 | 「オカルト退散プログラム」  | "Amen to Amen-Re"                | 1985年1月3日   | 1984年1月28日  |
| 第13話 | 「暗殺阻止プログラム」      | "Maid in the USA"                | 1985年3月4日   | 1984年2月4日   |
| 第14話 | 「年金横領プログラム」      | "The Lollypop Gang Strikes Back" | 1985年3月5日   | 1984年2月25日  |
| 第15話 | 「イルカ語研究プログラム」  | "The Sufi Project"               | 1985年3月6日   | 1984年3月17日  |
| 第16話 | 「逃亡生活 謎のプログラム」 | "Father's Day"                   | 1985年3月7日   | 1984年4月21日  |
| 第17話 | 「戦車工場撃退プログラム」  | "Altaira"                        | 1985年3月8日   | 1984年4月28日  |
| 第18話 | 「博物館侵入プログラム」    | "May I Take Your Order Please?"  | 1985年1月4日   | 1984年6月2日   |

## 他作品への出演
リッチーたちマイコン大作戦の登場人物が、同時期に放送していたテレビドラマ『Simon & Simon』にゲスト出演した。